# Leptocometes umbrosus
Leptocometes umbrosus är en skalbaggsart som först beskrevs av Thomson 1864.  Leptocometes umbrosus ingår i släktet Leptocometes och familjen långhorningar.
Artens utbredningsområde är Paraguay. Inga underarter finns listade i Catalogue of Life.